# عرفة الشابي
عرفة بن أحمد بن مخلوف الشابي الهذلي (878هـ - 1473م / 949هـ - 1542م) أمير وفقيه وإمام وقائد عسكري عربي ومؤسس الإمارة الشابية في إفريقية. حكم من سنه 1535م إلى 1542م 

## نسبه
هو عرفة بن العارف بالله أحمد بن مخلوف الشابي هاجر رهطه من الحجاز سنه 500 هـ وسكنوا تونس وهو من ذرية الصحابي عبد الله بن مسعود الهذلي. وغلبت عليهم تسمية الشابي كونهم ينتمون إلى قرية الشابة وكان يعرف بالقيرواني. ولد في القيروان سنه 1473م.

## نشأته وعهده
ولد عرفة الشابي في فترة اذ تقلص نفوذ الحسن الحفصي فلم يعد يشمل حكمه إلاّ الشمال الغربي وبعض المدن واحتد الخلاف بين العرب وغيرهم وتدهور الاقتصاد فأتاح هذا للعثمانيين والأسبان على حد سواء أن يتنافسوا على تلك المناطق من إفريقيا. فدخلتها الدولة العثمانية سنة 1534م وفي السنة التالية هاجمها الأسبان بتحريض من الحسن الحفصي فأخرجوا جيش الدولة العثمانية عنها واحتلوها فأباحها لهم الحسن لمدة ثلاثة أيام وفي تلك الأثناء خرج الأمير عرفة وأعلن استقلاله في القيروان وفي الوسط والجنوب الغربي وفي الشمال الغربي وفي قسنطينة وجبال الأوراس وفي بلاد سوف وامتد نفوذه حتى مشارف تونس وكان يلقبوه بعض المؤرخين الاسبانيين خليفة القيروان لما كان فيه من نفوذ روحي وسياسي على تلك المناطق دون غيره.

### أبناؤه
لدى عرفة ثلاثة أبناء اثروا بشكل واضح على المظهر السياسي في حياة الأمير عرفة هم:
- أبو العباس أحمد الشابي، أكبر أبناء عرفة، وهو قائد عسكري وقائد جيش عرفة في وقعت المنستير وكان صاحب لواء الحرب ضد الدولة العثمانية، وكان قائد عسكري ذكياً.
- محمد الزفزاف (لوثر إفريقية) حامل لواء الثورة على الدولة العثمانية بعد سقوط دولة ابيه في القيروان وهو اقرب أبناء عرفة شخصيه ودهاء إلى والده.
- الطاهر الشابي، لم يذكر كثيرًا في التاريخ السياسي في عهد والده ولكنه كان مهتما بالدعوة.[8]

## نشأه إمارته
خطب عرفة الشابي بالقيروان وأمر الناس بالإطاحة بالدولة الحفصية والحفاظ على استقلال بلاده ورد المغيرين عليها، وحكم على الحسن الحفصي بالردة لأنه تحالف مع الاسبانيين ضد أبناء ملته كما يزعم. فأغاث أهل تلك المناطق بخمسمئة ناقة قادها بنفسه ونقل عليها إلى القيروان عدد كبيراً من اللاجئين من الأمصار. وأثر رجوعه إلى القيروان بادر بإعلان الجهاد واستقلاله بالقيروان لتكون منطلقاً لتحرير بقية المناطق وقد بلغ عرفة الشابي قوة عظيمة فاقت تفوق قوة السلطان نفسه إذ وصل نفوذ إلى وسط تونس وغربها وشمالها الغربي وجنوبها الغربي وفي منطقة قسنطينة إلى الأوراس وفي بلاد سوف، أما ميزانية إمارته بالقيروان فكانت تفوق ميزانية السلطان الحفصي. وكان أتباعه يفوقون المائة وأربعونأ الفا مُريد، ويذكر أنه عندما أخذ الناس يبايعونه صافحه أكثر من مئة وأربع وعشرون ألف شخص. فأقام هدنه مع الأتراك بالساحل فبدأت معاركه مع الإسبان. فبدأ في استماله طوائف العرب في تونس التي كانت تميل للحفصيين.

## عرفه والدولة العثمانية
حارب في عصر امارته التدخلات العثمانية في القيروان فأقتحم هو وجيشه التابعة العثمانية وهدمها وطرد الجيش العثماني من إفريقية.

## معاركه

#### معركة باطن القرن
بعد أن اقام الأمير عرفة إمارته في القيروان بادر الحسن الحفصي بمهاجمه المدينة باعتبارها خطر على الدولة الحفصية فاتجه إلى القيروان ومعه بعض العرب وفرق من المسيحيين ليسقط إمارة عرفة. فسلك بجيشة إلى القيروان فوصل إلى مكان يسمى بطن القرن وخرج إليه عرفه ليلا وأجهز عليه فأنهزم وأخذ أمواله ورجع إلى تونس.ث م هاجم الجيش بقيادة عرفة الكتيبة العثمانية في القيروان وأجهز عليها فأرسل أتراك الساحل بنجدة إلا أن عرفه الشابي اعترض عليها وقتل نصفهم.

#### معركه المنستير
اتفق الحسن الحفصي مع الإسبان بالقتال ضد عرفه الشابي فجمع عددًا كبيرًا من العرب وانضم إليه فيلق إسباني وفي الطريق إلى القيروان خرج عرفه الشابي إليه في مكان يسمى المنستير ودارت حرب ضارية استمرت يومًا كاملًا وكانت معركة فاصلة بين الطرفين وكان عدد جيش الحسن مئة ألف بالإضافة إلى الفيلق الاسباني المرافق وعدده ألفان. في حين كان عدد جيش عرفة اثنان وعشرون ألف فارس وخمسه عشر ألفا من المشاة. وكان قائد الجيش أحمد بن عرفة الشابي وابن عمه محمد بن أبي الطيب. فلما التقى الجيشان بادر الحسن بالهجوم. فخرج العرب من جيش الحسن إلى جيش عرفة. فأنهزم الحسن والفيلق الإسباني وخرجوا من القيروان.

## مكانته في عصره
ذكر صاحب كتاب الفتح المنير عن عرفه الشابي،
وكتب الحاكم العسكري الإسباني في رسالة إلى إمبراطور إسبانيا،
ووصفه الحسن الحفصي في رسالته إلى نائب ملك صقلية بلقب الولي عرفة. وكان يعرف بالعارف بالله وكان يعرف بعده القاب أخرى مثل سيد القيروان، خليفة إفريقية، ملك القيروان. وقد ضرب به المثل في العلم فأصبح العامة يقولون: ما أنت أفقه من عرفه وجاء في بعض الكتب الاسبانية الذي شهد كتابها صراع عرفه ضد الإسبان والحسن الحفصي ونصه:
وقال عنه محمود أبو علي في كتابه الثورة المستعمرة في البلاد،

## ثقافته
حفظ القرآن في صغرة ودرس الأحاديث النبوية وبرع عرفة في الدعوة وفي العلوم الإسلامية.

## وفاته
عاش الأمير عرفه 81 سنة. توفي عرفة في تاريخ 12 ابريل 1542م وشيد له مقام من طرف أبنائه الامراء وخليفته محمد بن أبي الطيب ودفن إلى جواره العديد من ابناءه. وكان على قبره كتابه بقي منها ما نصه «بسم الله الرحمان الرحيم . صلى الله على سيدنا محمد. الحمد لله الذي تفرد بالوحدانية واحتجب بالعظمة في الدنيا ان يرى توحد بالأحدية في قدمه تعالى عن قول الجاحد وما افترا حكم القضا على الوجود بالفنا فنقذ امره بما اقترا يوم تجد كل نفس ما عملت من خير محضرا هذا قبر الشيخ الولي لله عرفه».